# Vivian Brown
Vivian Brown (Vivian Dolores Brown, verheiratete Reed; * 17. Dezember 1941 in Detroit; † 20. August 1998 in Cleveland) war eine US-amerikanische Sprinterin.
1963 siegte sie bei den Panamerikanischen Spielen in São Paulo über 200 m und in der 4-mal-100-Meter-Staffel.
Bei den Olympischen Spielen 1964 in Tokio schied sie über 200 m im Halbfinale aus.
Je zweimal wurde sie über 220 Yards US-Meisterin (1962, 1963) und US-Hallenmeisterin (1961, 1962). Ihre persönliche Bestzeit über 200 m von 23,7 s stellte sie am 22. Juli 1962 in Palo Alto auf.